# Zakdoekje leggen

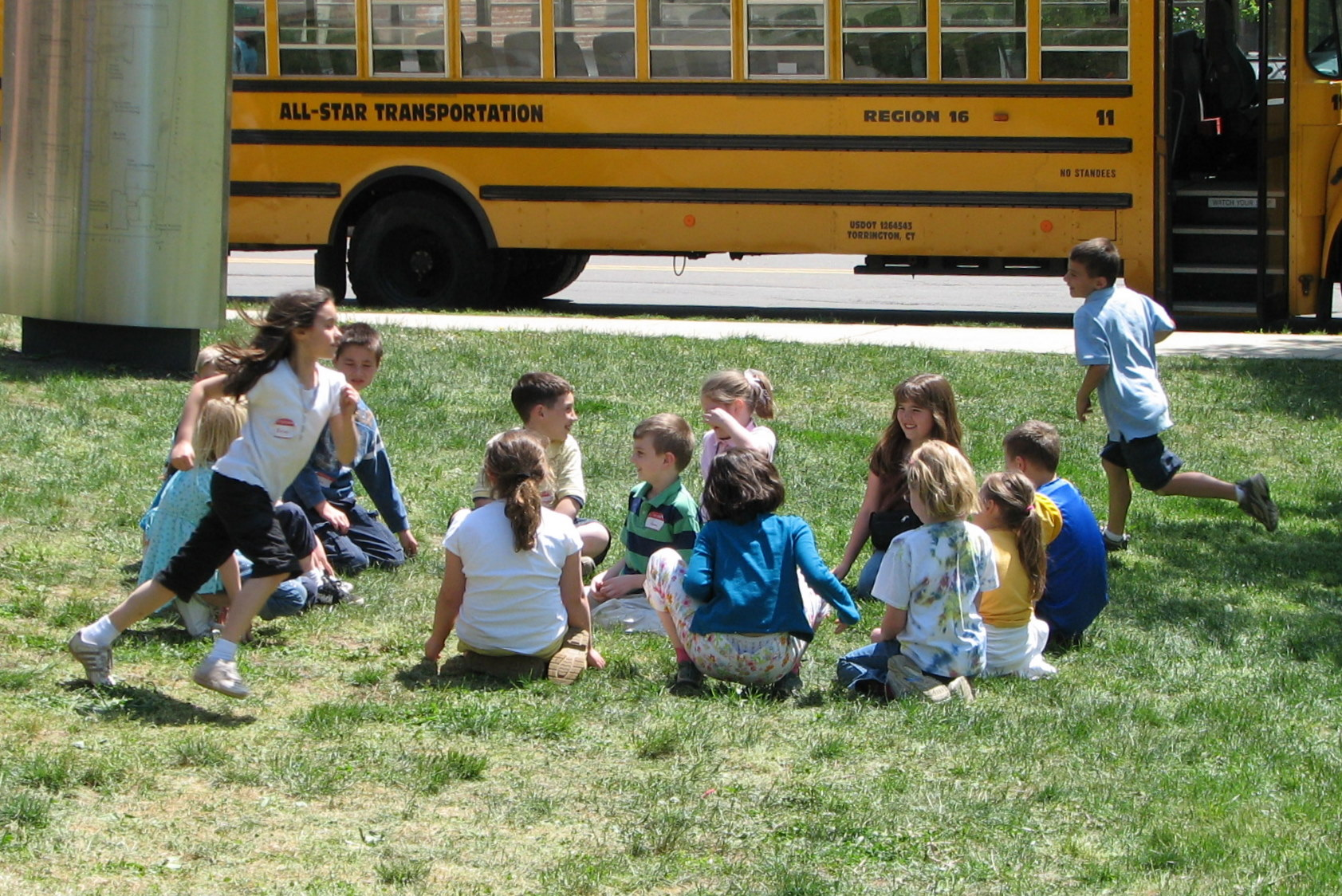
Kinderen spelen zakdoekje leggen: het kind bij wie de zakdoek lag, probeert de zakdoeklegger te tikken.

Zakdoekje leggen (in Vlaanderen beter bekend als Zakdoek leggen) is een kinderlied waar een kinderspelletje bij hoort. Dit kringspel is een variant op tikkertje. Het werd gespeeld op kleuterscholen en bij kinderfeestjes van jonge kinderen.

## Oudste vindplaatsen van het liedje
De oudste liedboekjes die dit liedje bevatten, stammen uit de jaren 1880. Het kinderliedboek Kinderdeuntjes, wiegeliedjes (ca. 1880), samengesteld door J.J.A. Goeverneur, heeft het liedje tweemaal opgenomen, als: 'Doekje leggen, / Niemand zeggen' en als 'Vischje leggen, / Niemand zeggen'. Het Friese liedboekje In doaze fol alde snypsnaren, verzameld door Waling Dykstra en T.G. van der Meulen (1882) vermeldt twee varianten van dit liedje: 'Doekje belegge / Kan niemant segge' en 'Hintsje bilizze, / Ik doarst it net sizze'. Het liedboekje Nederlandsche baker- en kinderrijmen door J. van Vloten en M.A. Brandts Buys (1894) heeft drie varianten van het liedje: 'Doekje leggen. / Niemand zeggen'; 'Geel ei, groen ei, / Allerhande eiertjes!'; en 'Vischje leggen, / Niemand zeggen'.
De collectie Boekenoogen, verzameld in de periode 1891-1930, heeft maar liefst 61 treffers van dit liedje. Hierbij zijn varianten als 'Geel ei, groen ei allerhande eitjes / Twee paar schoenen heb ik gemaakt'; 'Doekje beleggen, niemand zeggen / Ik weet niet waar ik hem neer zal leggen'; 'Vischje leggen, niemand zeggen / Deze nacht heb ik gewaakt'; en 'Zakdoek legge', niemand zegge' / 'k 'eb den 'eelen dag gewaakt'.

### Ouderdom liedje
Dat de oudste vindplaatsen teruggaan tot eind negentiende eeuw, wil niet zeggen dat het liedje uit deze periode stamt. Sinds halverwege de negentiende eeuw werden er, onder invloed van de Romantiek, veel volksliedjes (waaronder traditionele kinderliedjes) verzameld en uitgegeven. Het liedje kan echter ouder zijn en in de mondelinge overlevering lange tijd zijn doorgegeven, voordat het voor het eerst werd opgetekend.

## Tekst
Volksliedjes (waaronder ook traditionele kinderliedjes) kennen, door hun mondelinge overlevering, vaak vele (regionale en/of tijdgebonden) varianten in zowel liedtekst als melodie. De huidige tekst van het liedje gaat veelal als volgt.
Zakdoek(je) leggen
Niemand zeggen
'k Heb de hele nacht gewaakt/gewerkt
Twee paar schoenen heb ik afgemaakt/afgewerkt
Eén van stof en één van leer
Hier leg ik mijn zakdoek(je) neer
Of:
Zakdoekje leggen
Niemand zeggen
"Kukeleku", zo kraait de haan
'k Heb maar twee paar schoenen aan
Eén van stof en één van leer
Hier leg ik mijn zakdoekje neer
Of:
Zakdoekje leggen
Niemand zeggen
"Kukelekuu", zei/kraait onze haan
Twee paar schoenen heb ik aangedaan
Eén van stof en één van leer
Hier leg ik mijn zakdoekje neer

### Aanvulling
Als het kind de zakdoek achter iemand heeft gelegd, kan het volgende worden gezongen:
Kijk voor je...
Kijk achter je...
(Wie hem vindt/heeft, die mag me pakken!)
Of:
Alle ogen zijn gesloten
En wie er omkijkt die krijgt hem niet
Die krijgt hem niet
Kijk om!
Of (Vlaanderen):
Al wie omziet, krijgt hem niet, krijgt hem niet
Al wie omziet, krijgt hem niet!

## Spelregels
De kinderen, meestal jonge kinderen (peuters en kleuters), zitten in een kring. Eén kind loopt buiten om de kring heen. Hij of zij heeft een zakdoekje (of een ander voorwerp) in de hand. De kinderen in de kring zingen het liedje 'Zakdoekje leggen, niemand zeggen'. Ze hebben hun hoofd voorovergebogen en hun ogen dicht, zodat ze niet kunnen zien waar de zakdoeklegger is. Op een willekeurig moment legt het kind de zakdoek achter een kind dat in de kring zit.
Aan het einde van het liedje doen de kinderen hun ogen open en kijken achter zich. Het kind bij wie de zakdoek ligt, staat op en probeert de zakdoeklegger te tikken. Dat moet voordat de zakdoeklegger om de kring is gelopen en op de lege plek van de tikker is gaan zitten. Het spel eindigt als dat kind getikt wordt of is gaan zitten. Als het kind getikt is, moet hij nog een keer met de zakdoek lopen. Als het hem lukt om te gaan zitten, is het kind dat de zakdoek heeft gekregen de nieuwe zakdoeklegger.
Soms wordt het spel met jongere kinderen zo gespeeld dat degene bij wie het zakdoekje gelegd is daarna altijd aan de beurt is, ongeacht of het lukt om de vorige te tikken.

## Trivia
- De spelregels en het liedje hebben overeenkomsten met het oude gebruik rondom een lapjesboom of koortsboom (een soort wensboom).
- In het Engels heet dit spel Duck, Duck, Goose of ook wel Hanky putting.
- In het Chinees (Mandarijn) heet dit spel Diushoujuan.
- De naam van het spel wordt geparodieerd in Handdoekje leggen. Dit slaat op de gewoonte van vakantiegangers om een ligbed lange tijd gereserveerd te houden door er een handdoek op te laten liggen.